# Dominikánský klášter (Jihlava)
Dominikánský klášter v Jihlavě je někdejší klášter řádu dominikánů s kostelem Povýšení svatého Kříže, jehož budova se nachází na Masarykově náměstí v centru krajského města Jihlavy. Konvent byl zrušen během v roce 1784 reforem císaře Josefa II. budova v současnosti slouží jako hotel. Důležitou roli hrál klášter v roce 1436, kdy za jeho zdmi probíhala jednání o Basilejských kompaktátech.

## Historie kláštera

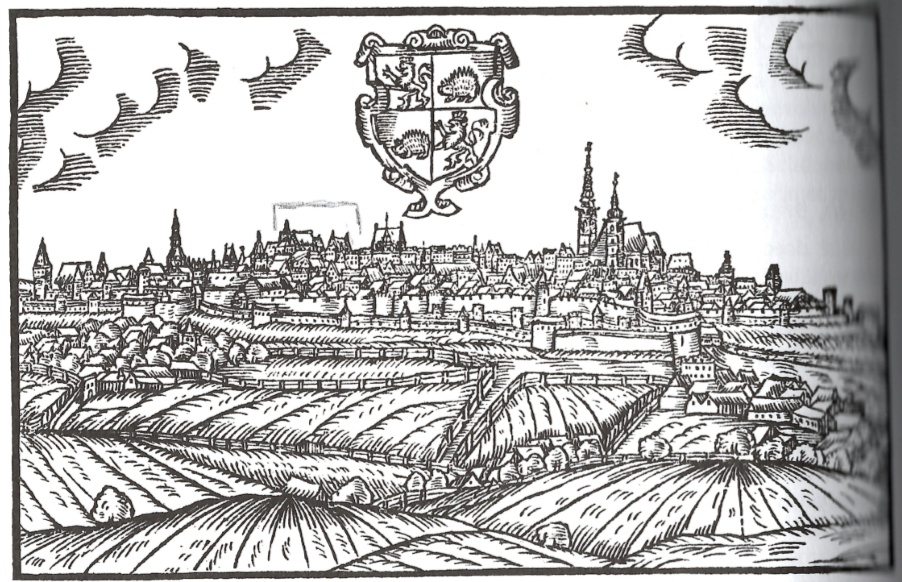
Veduta Jihlavy s vyznačeným areálem kláštera

Klášter byl dle tradice založen Přemyslem Otakarem II. roku 1247. Avšak písemná zpráva o existenci kláštera se nachází až v listině vzniklé před 31. květnem 1257, která je zároveň první listinou dokládající existenci jihlavského minoritského kláštera. Za husitských válek zůstala Jihlava katolická, tudíž klášter nebyl přímo zasažen. V průběhu 14. století byly dokonce stavěny klášterní budovy, ne však z touhy po modernizaci, ale kvůli požáru, který v roce 1353 zachvátil oba jihlavské kláštery. Pro ně ovšem platí, že po přestavbách zejména v době barokní dnes v jejich interiérech zůstávají pouze některé relikty původní zástavby.
Důležitou roli hrál klášter v roce 1436, kdy za jeho zdmi (dále pak v prostorách minoritského kláštera, nové radnice a farního kostela sv. Jakuba Většího) probíhala jednání o basilejských kompaktátech. Roku 1449 tamtéž došlo k jednáním mezi Jednotou strakonickou a Jednotou poděbradskou. V roce 1501 se v klášteře konal moravský zemský sněm.
Dne 29. května 1513 klášter, spolu s devadesáti domy v okolí, vyhořel. Příčinou byla nedbalost bratrů v klášteře a bratři byli následně vyhnáni, přičemž do kláštera přišli jiní členové řádu. Po příchodu protestantského kazatele Pavla Sperata do Jihlavy (v roce 1522) se začala Jihlava velmi rychle luteranizovat, a v roce 1525 již byla většina Jihlavy protestantská. To vedlo k ochlazení vztahů vůči dominikánům, např. častému dosazování luterských kazatelů městskou radou.

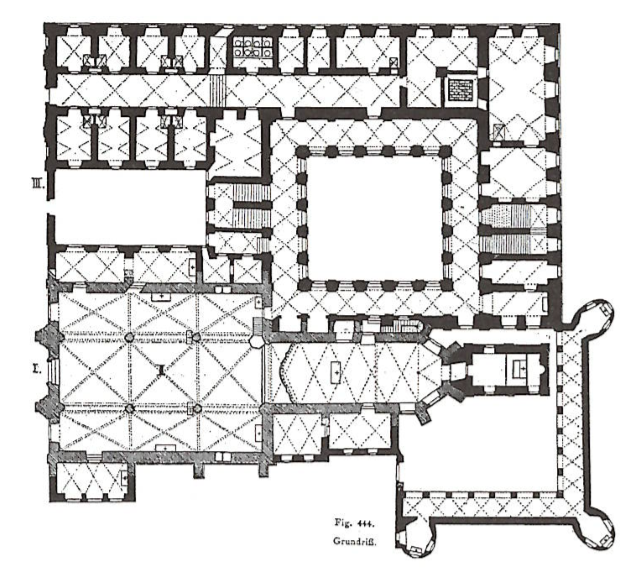
Plán dominikánského kláštera

Ve dnech 3. a 4. srpna 1531 hostil klášter krále Ferdinanda I., který se účastnil moravského zemského sněmu. Následovalo období úpadku a hospodářských problémů, doprovázených úpadem řeholní kázně. Duchovní z řádu vystupovali, někteří se dokonce ženili, příliv nových mladých členů ustal. Klenoty a cenné písemnosti musel klášter nuceně odevzdat roku 1523 radnici, navrácení se dočkal až po Bílé hoře. Z ekonomických důvodů musel klášter již nejméně od roku 1528 začít prodávat některé své pozemky, nejčastěji u vsi Rantířov na řece Jihlavě, jež mu patřila odkazem z konce 15. století, později i v samotném klášterním areálu. Po polovině 16. století se klášter dočkal stavebních změn, v důsledku požáru roku 1551 a poté když museli na nátlak městské rady postoupit v klášterním dvoře místo na postavení koňského mlýna. V letech 1561 a 1562 dočasně v nevyužívaných prostorách jihlavského kláštera probíhala výuka latinské školy. Městská rada toužila po úplném zrušení kláštera, ale tomu se převor Jakub Zikmund, za podpory provinciála Fridricha Boříkovského z Boříkova a císaře, úspěšně bránil. Od holandského provinciála Vincence Sahiera, který Jihlavu navštívil mezi lety 1610 a 1613, se dochovala zpráva, že v té době obývali klášter jen dva řeholní bratři. V roce 1614 se městské radě podařilo alespoň na čas vyhnat dominikány z kláštera úplně, mimo jiné díky zákazu vybírání almužen, který byl likvidační pro mendikantské řády.
V pobělohorském období se však konvent opět zaplnil a řeholní bratři se podíleli na rekatolizaci Jihlavy. V letech 1645–1647 byla Jihlava zabrána švédskými vojsky a kostel sv. Kříže byl využíván k protestantským bohoslužbám. V této době, dle zpráv Tomáše Sarria, obývali klášter jen tři bratři. Po konci třicetileté války se situace opět stabilizovala.
V čase josefínských reforem dominikánští bratři roku 1781 opustili klášter a přesunuli se do zrušené sousední jezuitské koleje na náměstí. V budově kláštera se potom usadila armáda. Tehdy konvent čítal dvacet bratří, kteří ovšem v jezuitské koleji pobývali jen krátce, do roku 1784, kdy byl klášter zrušen.

## Současnost
Až v roce 1990 armáda zcela opustila klášter (tzv. Velká kasárna) a včetně presbytáře jej předala městu Jihlava. Následujícího roku byl celý areál (bez kostela) navrácen dominikánům. Během komplexní rekonstrukce bylo uliční křídlo přestavěno na hotel Gustava Mahlera, který se pro veřejnost otevřel 12. 7. 1993. V západní části byla přistavěna provozní budova a dvě soukromé vily.

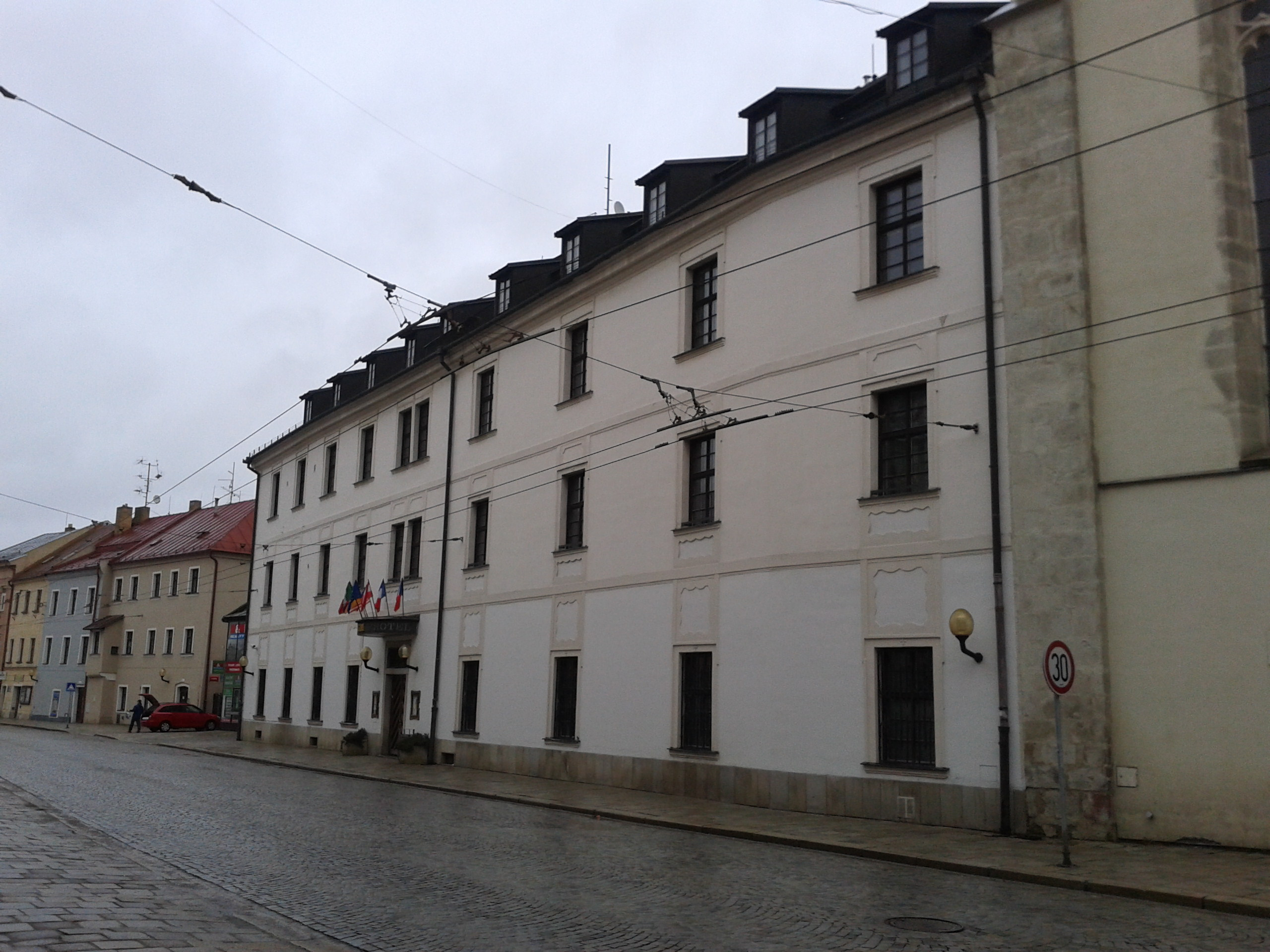
Bývalý dominikánský klášter, v současnosti Hotel Gustav Mahler
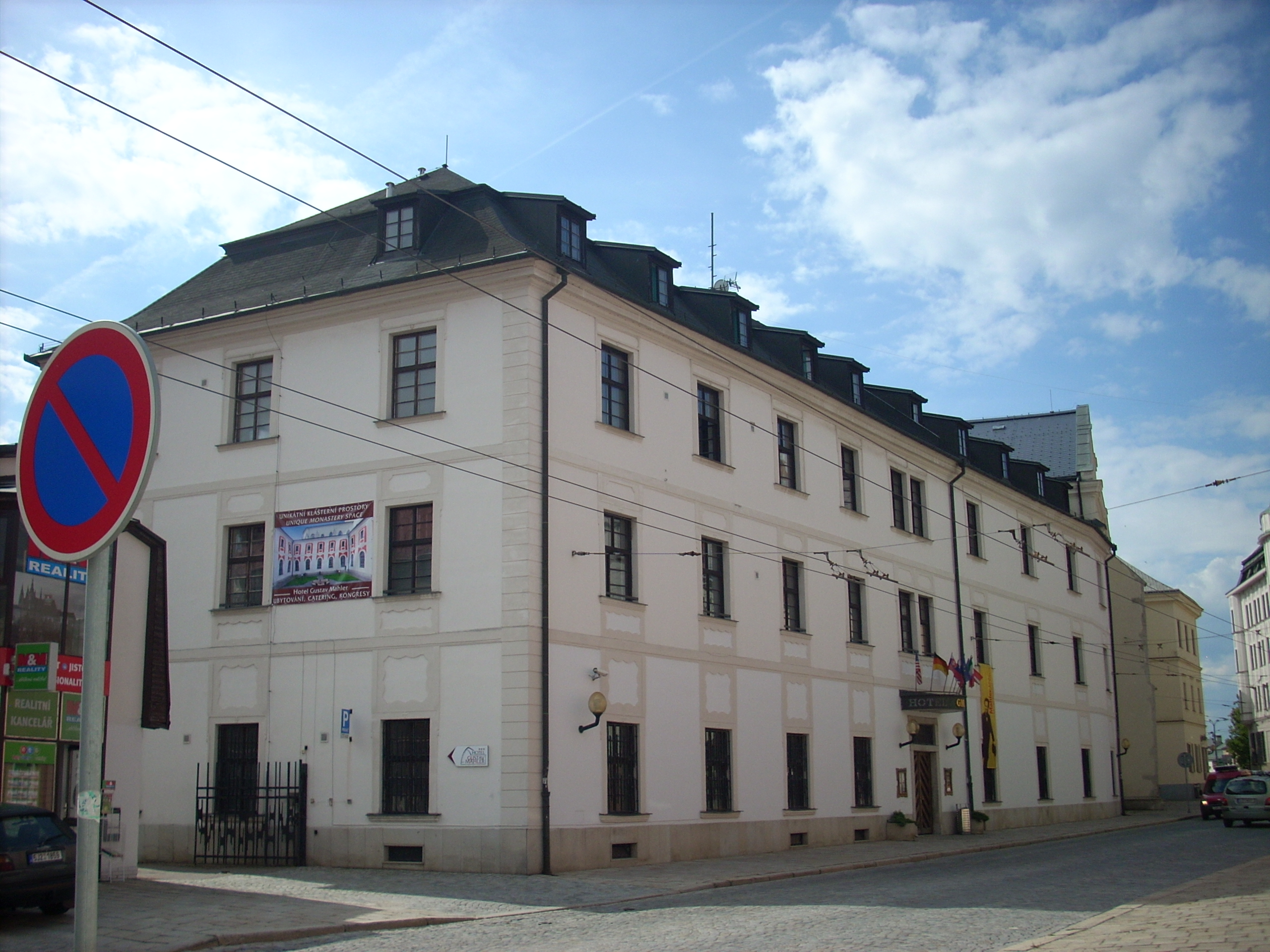
Bývalý dominikánský klášter, v současnosti Hotel Gustav Mahler
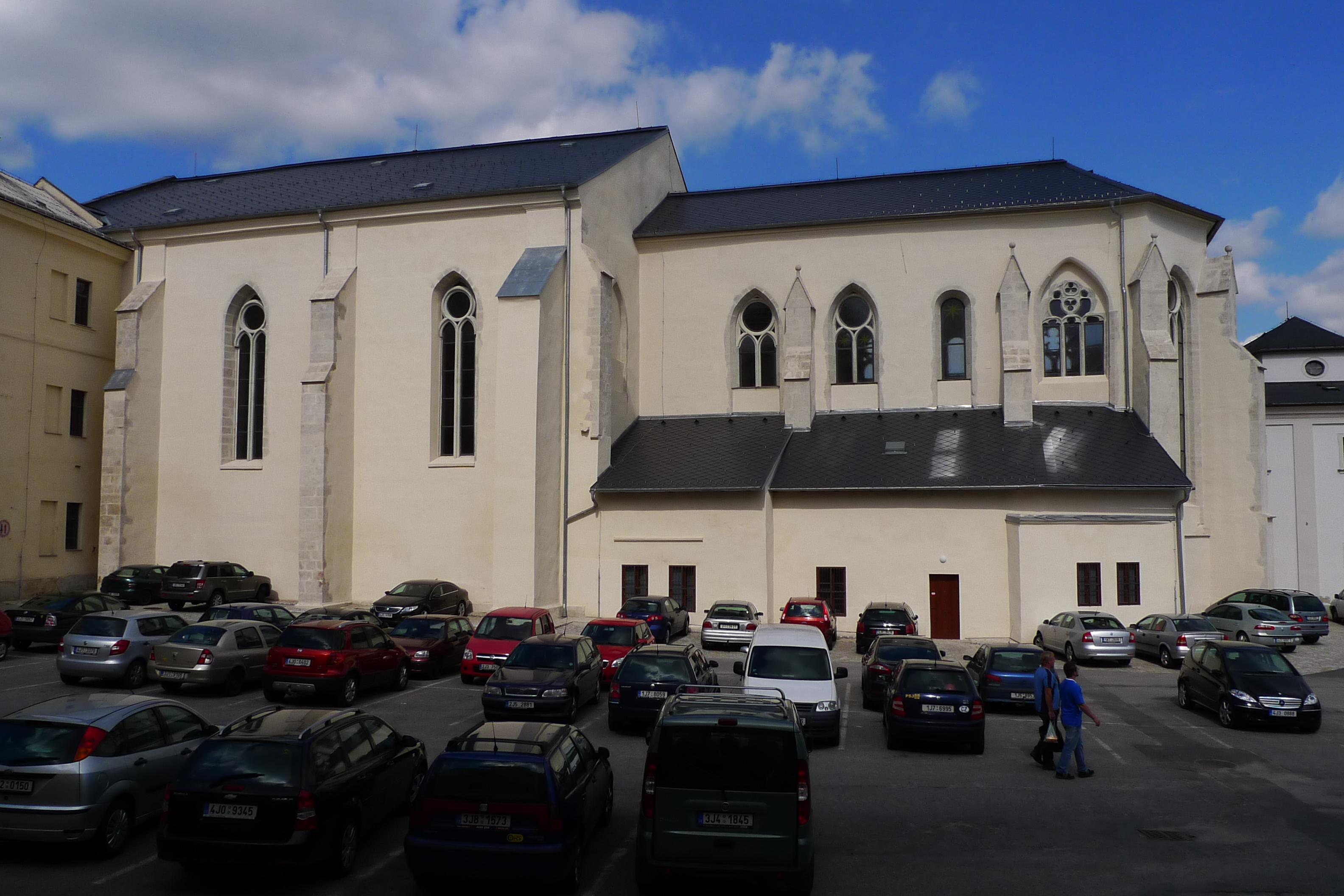
Konventní kostel Povýšení sv. Kříže